# Anoplotoma subnigricans
Anoplotoma subnigricans là một loài bọ cánh cứng trong họ Cerambycidae.